# ناحیه فنی
ناحیه فنی (به لاتین: Feni District) یک ناحیه در بنگلادش است که در استان چیتاگونگ واقع شده‌است.

## خصوصیات
ناحیه فنی ۹۲۸٫۳۴ کیلومترمربع مساحت و ۱٬۴۳۷٬۳۷۱ نفر جمعیت دارد.